# Bel Air South
Bel Air South statisztikai település az USA Maryland államában, Harford megyében. Lakosainak száma 57 648 fő (2020. április 1.).

## Népesség
A település népességének változása:
| Lakosok száma | 39 711 | 47 709 | 57 648 |
|               | 2000   | 2010   | 2020   |